# Sielsowiet Kołodziszcze
Sielsowiet Kołodziszcze (biał. Калодзішчанскі сельсавет, ros. Колодищанский сельсовет) – sielsowiet na Białorusi, w obwodzie mińskim, w rejonie mińskim. Od zachodu graniczy z Mińskiem.

## Miejscowości
- agromiasteczko
  - Kołodziszcze
- wsie
  - Dubrówka
  - Hlebkowicze
  - Juchnówka
  - Lipowa Kłoda
  - Staryna
- osiedla
  - Horodyszcze
  - Suchoruckie